# Krýsuvík
La località di Krýsuvík è un'area geotermale in Islanda. 
Si trova lungo la costa meridionale della penisola di Reykjanes, è uno dei maggiori punti caldi del paese, posta nel mezzo della dorsale medio-atlantica.

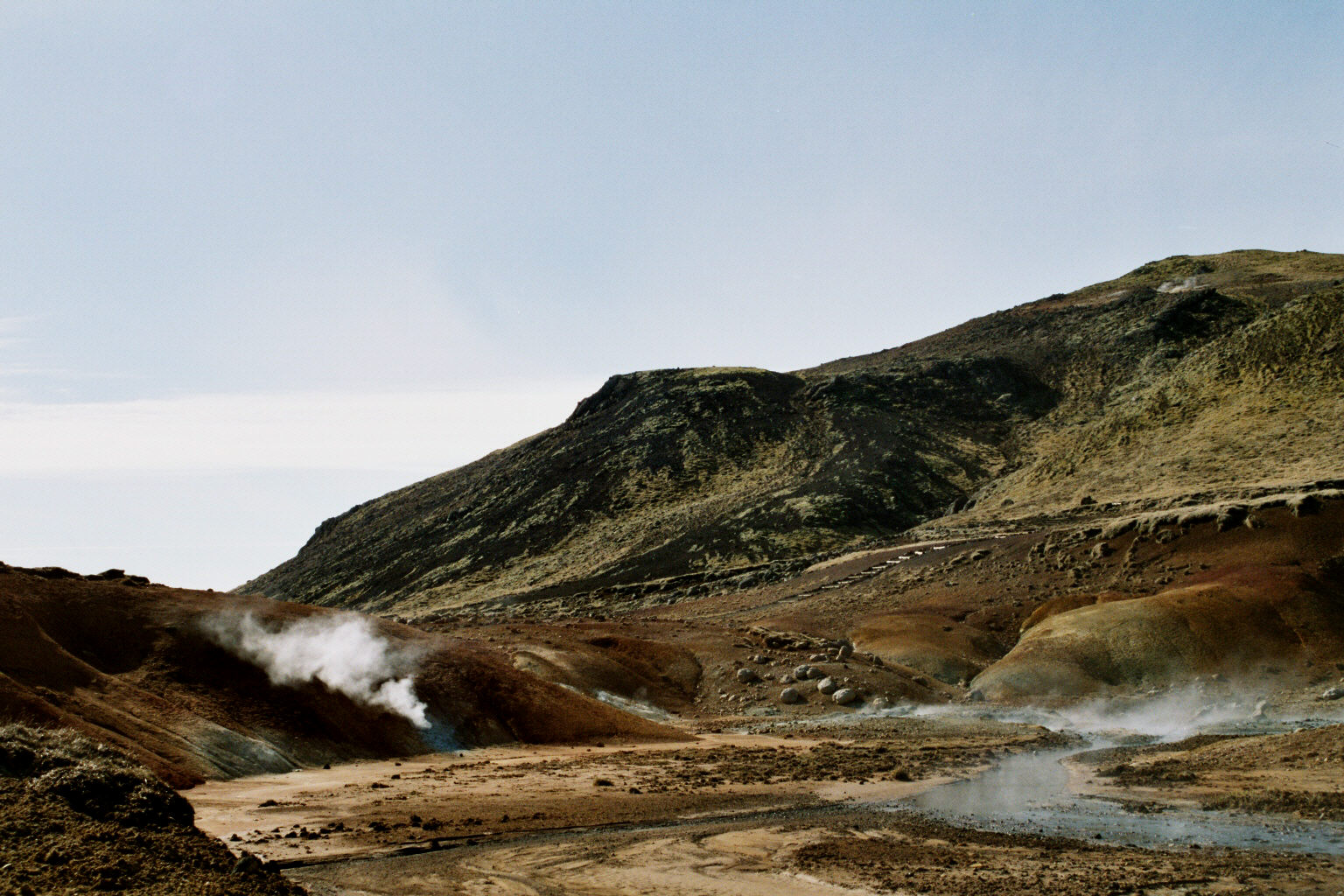
Krýsuvík

## Storia
Nell'area di Krýsuvík c'erano diverse fattorie nel XIX secolo, ma furono abbandonate, oggi rimane la graziosa cappella, Krísuvíkurkirkja, costruita nel 1857, restaurata dal Museo Nazionale e riconsacrata nel 1964.
A sud di Krýsuvík, le Krýsuvikurbjarg, le scogliere di Krýsuvík, raggiungono i 70 m, sono lunghe 7 km, con una suggestiva visuale sull'Atlantico e le numerose colonie di uccelli marini, tra cui urie, alca, gabbiani tridattili e pulcinella di mare. 
L'unico punto dove è possibile scendere al mare è Ræningjastígur, il sentiero dei pirati, che secondo la tradizione è il luogo dove i pirati algerini attraccarono quando giunsero in Islanda nel 1627.

## Geologia

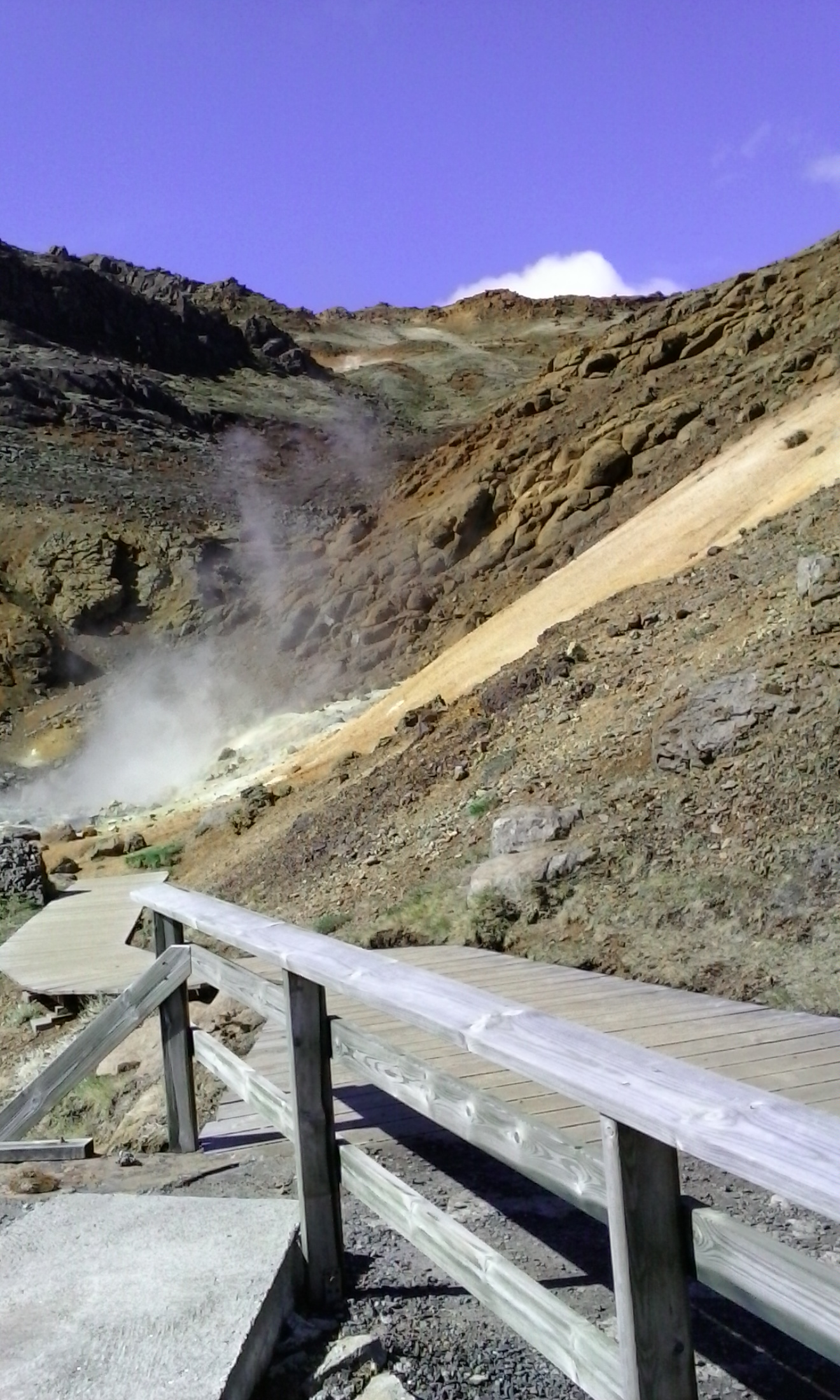
Le passerelle nella zona di Seltún.

Nella zona di Seltún vi sono sorgenti solforose e che gorgogliano dal fango. Sono state appositamente posate delle passerelle di legno per consentire ai visitatori di compiere un'escursione tra le solfatare ed assistere allo spettacolo di geyser di altezza moderata, ma molto potenti. La temperatura sotto la superficie arriva ai 200 °C e l'acqua bolle quando emerge dal terreno. La composizione dei minerali che fuoriescono dal sottosuolo conferisce particolari riflessi iridescenti al fango che circonda le fumarole.

## Sfruttamento economico
Alla fine degli anni novanta qui fu scavato un pozzo di trivellazione che, nelle intenzioni dei progettisti, avrebbe dovuto fornire energia ad uno dei sobborghi della capitale Reykjavík. Nel 1999, il sito esplose senza alcun preavviso scagliando pezzi di argilla fino a due chilometri di distanza. L'ambizioso progetto è stato quindi abbandonato.